# کلیسای سینت جان، هلسینکی
کلیسای سینت جان (یحیی یا یوهانِّکسِن‌کیرکو) (فنلاندی: Johanneksenkirkko،سوئدی: Johanneskyrkan) یک کلیسای لوتری در هلسینکی، فنلاند است.
طراح این بنا در سبک گوتیک، معمار سوئدی آدولف ملاندر است. این مکان مذهبی بزرگ‌ترین کلیسای سنگی در فنلاند است.
این کلیسا بین سال‌های ۱۸۸۸ و ۱۸۹۱ در منطقه اولانلینا هلسینکی ساخته شده و سومین کلیسای لوتری ساخته شده در هلسینکی و بزرگ‌ترین آن‌ها است. برج‌های دوقلوی این کلیسا ۷۴ متر ارتفاع دارند و ظرفیت نشستن در کلیسا ۲۶۰۰ نفر است.
طراح و نقاش داخلی کلیسای سینت جان ارو یارنه‌فلت نقاش فنلاندی و برادرزنِ آهنگساز فنلاندی ژان سیبلیوس بود که طراحی محراب را با نام مکاشفه الهی نقاشی کرد. اسکار مریکانتو نوازنده و موسیقیدان فنلاندی نیز در ۲ دهه اول قرن بیستم در این کلیسا نوازنده ارگ بود.

## نگارخانه

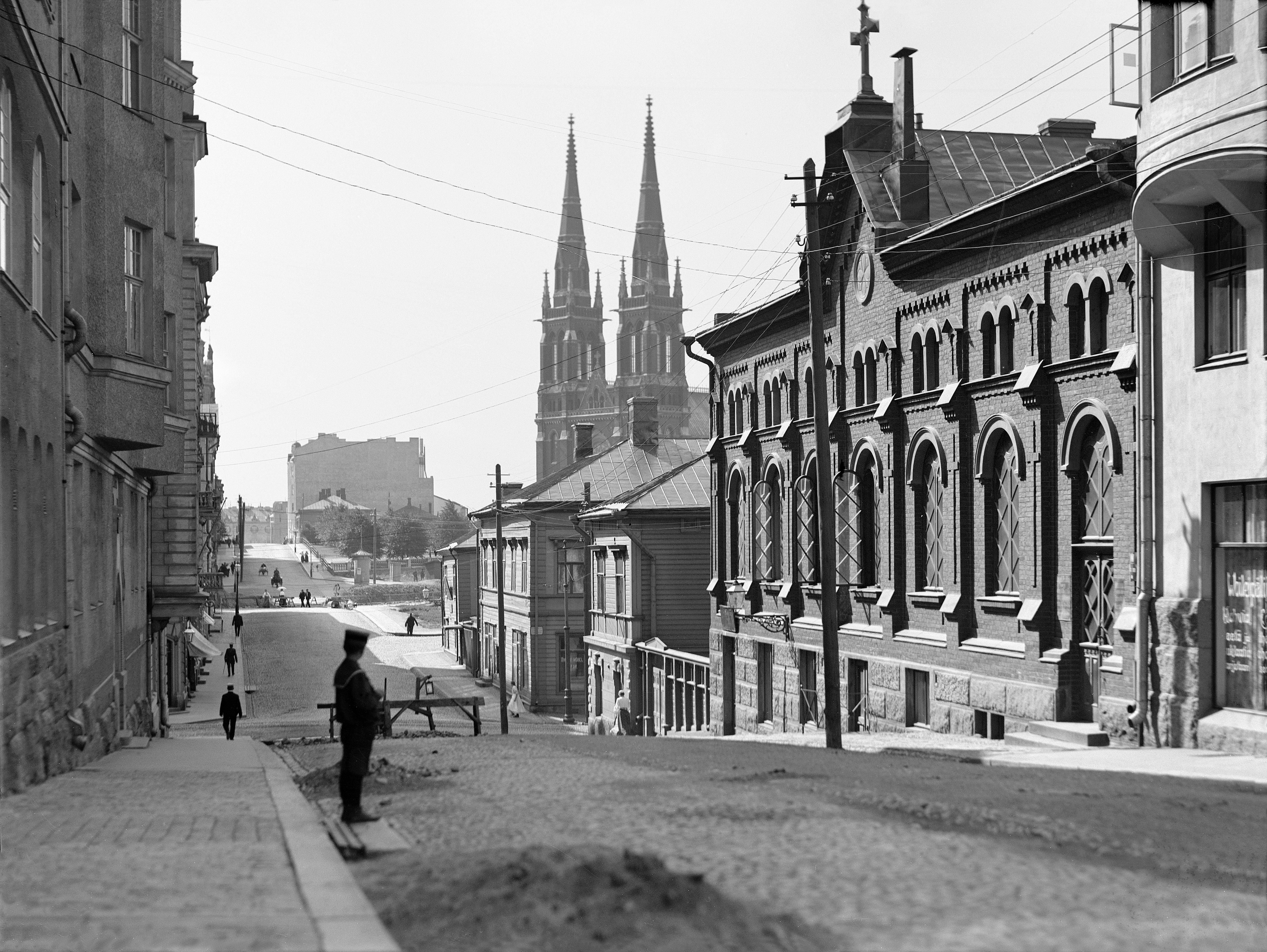
نمایی از کلیسای یحیی در سال ۱۹۰۸
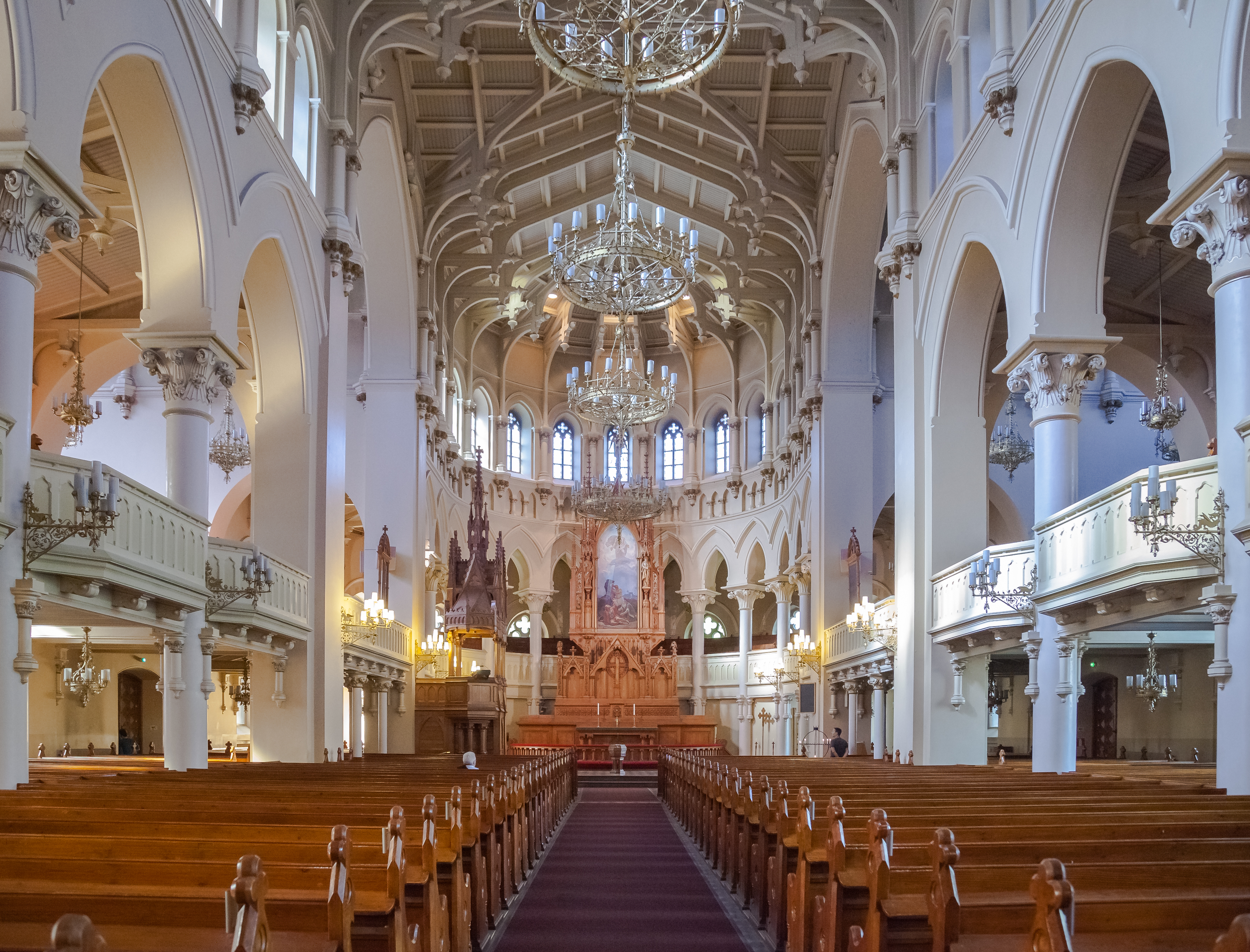
معماری داخلی کلیسا
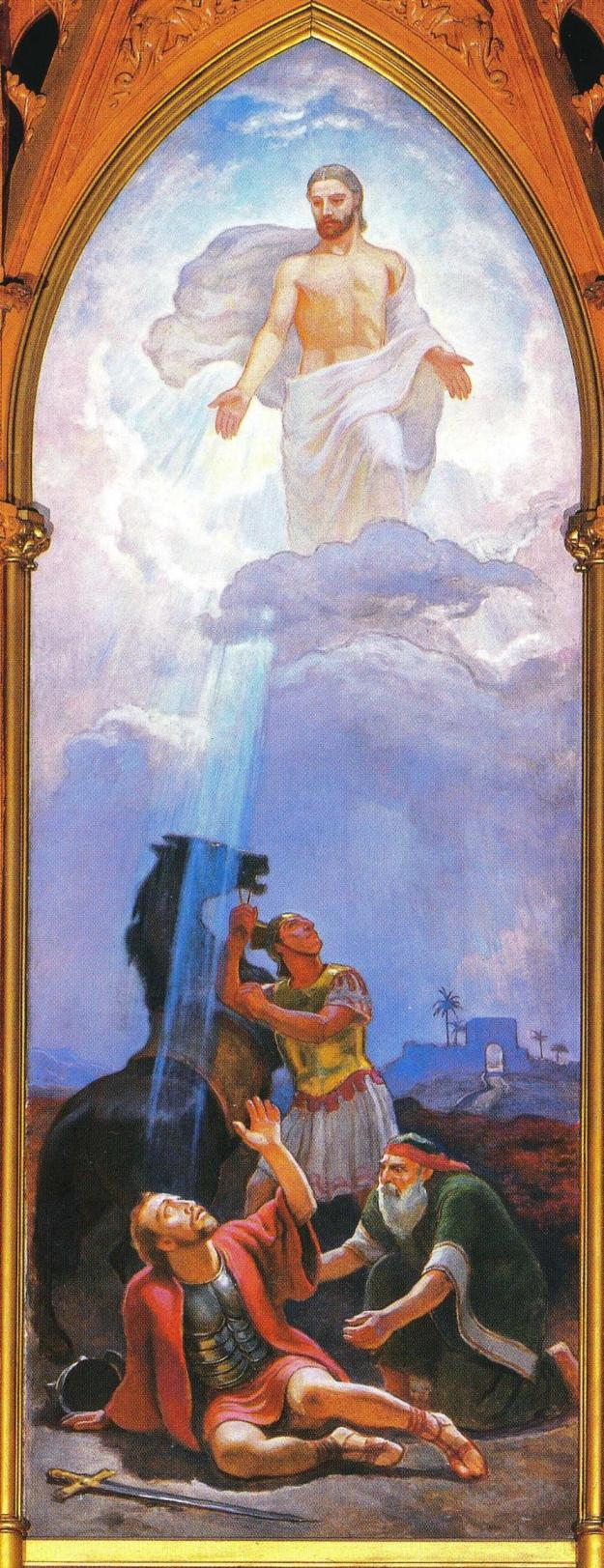
نگاره مکاشفه الهی اثر ارو یارنه‌فلت
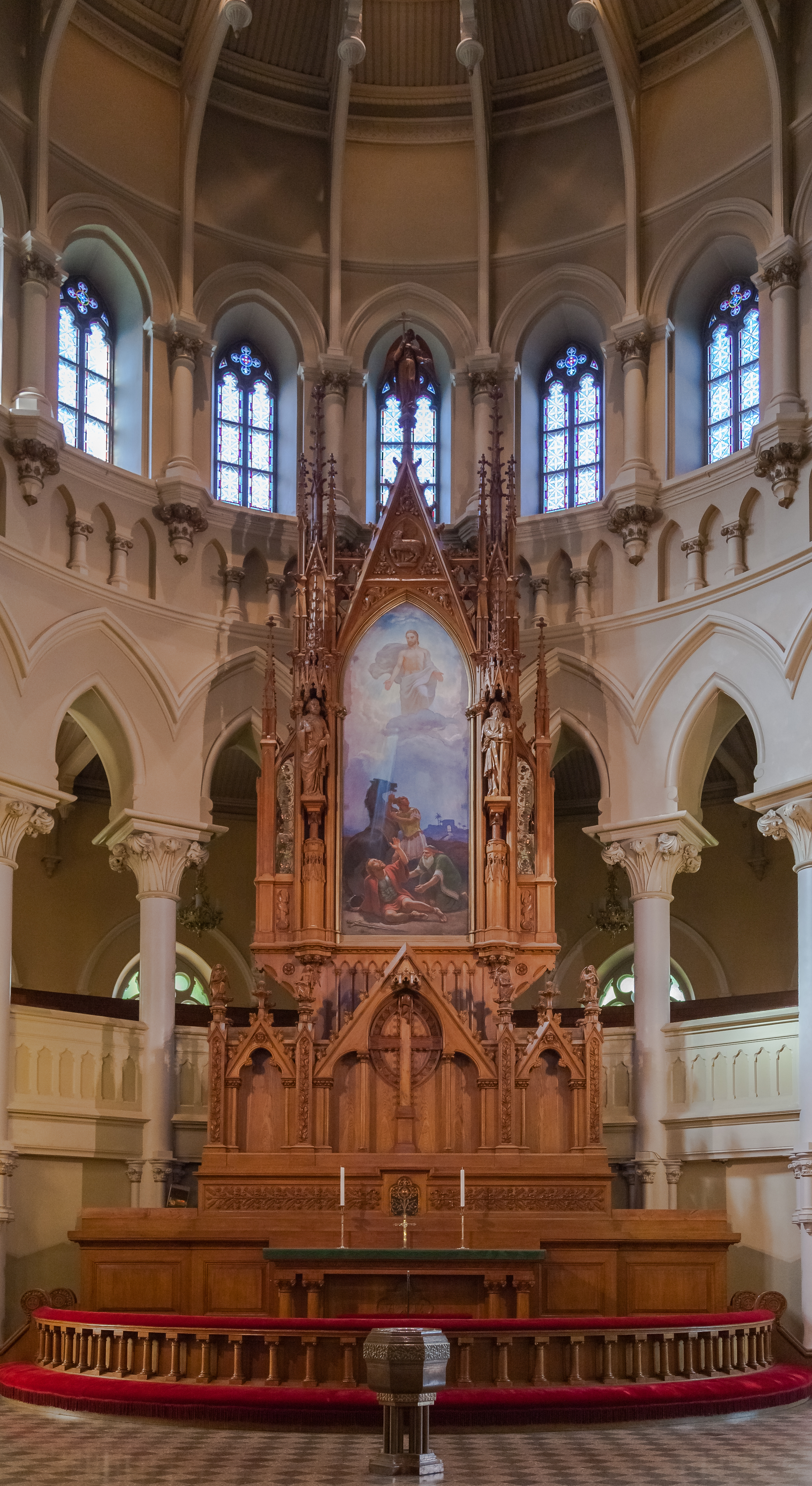
محراب